# Piacenza Calcio 1919 2019-2020
Questa voce raccoglie le informazioni riguardanti il Piacenza Calcio 1919 nelle competizioni ufficiali della stagione 2019-2020.

## Stagione
Nella stagione 2019-2020 il Piacenza, sempre allenato da Arnaldo Franzini, disputa il girone B del campionato di Serie C, un campionato che non si è potuto concludere, a causa della pandemia da Covid-19, che ha colpito il mondo intero. Anche il calcio ha pagato un prezzo salato alla pandemia, le Serie maggiori sono state portate a termine in pieno agosto con una sospensione di tre mesi, la Serie C si è di fatto conclusa con la disputa della 26ª giornata a metà febbraio, poi con il Consiglio Federale dell'8 giugno ha deciso di ritenere conclusi i campionati omologando i risultati conseguiti. Il Piacenza è giunto ottavo con i 41 punti che aveva raccolto, così avrebbe potuto disputare i Play-off, che dovevano designare la quarta promossa. Il 30 giugno era in programma la gara con la Triestina al Garilli, ma il Piacenza non si è presentato, lasciando il passaggio del turno ai giuliani (0-3). Nella Coppa Italia nazionale nel primo turno il Piacenza supera  la Viterbese (1-1) poi (3-2) ai rigori, mentre nel secondo turno perde (3-1) a Trapani. Coppa Italia di Serie C anche questo un trofeo che si è portato a termine nonostante tutto, il Piacenza ha un discreto percorso, nei sedicesimi i biancorossi hanno superato ai calci di rigore l'Imolese (1-1) poi (3-1), negli ottavi hanno superato sempre ai calci di rigore il Cesena (1-1) poi (2-4), ne quarti sono stati eliminati (1-2) dalla Juventus U23.

## Divise e sponsor
Lo sponsor tecnico per la stagione 2019-2020 è Macron. Sulle tre divise da gioco sono presenti i diversi main sponsor di stagione: sulla prima divisa sono presenti L'Altro Village e Giancarlo Polenghi-Specialista del Limone; sia la casacca away che la terza maglia presentano Lpr Freni, accompagnata da Giancarlo Polenghi-Specialista del Limone sull'una e da Steel Acciai Speciali sull'altra.

## Organigramma societario
Area direttiva
- Presidente: Marco Gatti
- Presidente Onorario: Stefano Gatti
- Vice Presidente: Roberto Pighi
- Direttore generale: Marco Scianò
- Consiglieri: Marco Gatti, Stefano Gatti, Roberto Pighi, Marco Scianò, Mario Chitti, Giovanni Montagna, Eugenio Rigolli, Marco Polenghi, Emilio Gatti, Paolo Seccaspina, Davide Battistotti
- Segretario Generale: Paolo Porcari
- Segretario Organizzativo: Beatrice Lusignani
- Direttore Amministrativo: Nicola Lepori

Area comunicazione e marketing
- Responsabile Ufficio Stampa: Roberto Gregori
- Ufficio Stampa: Riccardo Mazza, Selena Salvini
- Responsabile Marketing e SLO: Francesco Fiorani
- Area Digital - Web e Social: Giuseppe Lapietra, Fabrizio Milani, Federico Zucca
- Area Marketing: Emilia Agency

Area sportiva
- Direttore sportivo: Luca Matteassi
- Team Manager: Roberto Gregori

Area tecnica
- Allenatore: Arnaldo Franzini
- Vice Allenatore: Andrea Lussardi
- Preparatore atletico: Paolo Giordani, Gianfranco Baggi
- Preparatore portieri: Massimo Ferrari

Area sanitaria
- Responsabile Sanitario: Giovanni Arata
- Medico sociale: Rosario Brancati
- Fisioterapisti: Paolo Fumi, Mattia Tanzini
- Recupero infortuni: Gianfranco Baggi

## Rosa
| N. |                    | Ruolo | Calciatore                   |
| -- | ------------------ | ----- | ---------------------------- |
| 1  | Italia (bandiera)  | P     | Riccardo Bertozzi            |
| 2  | Marocco (bandiera) | D     | Hamza El Kaouakibi           |
| 3  | Italia (bandiera)  | D     | Marco Imperiale              |
| 4  | Italia (bandiera)  | D     | Antonio Pergreffi (capitano) |
| 5  | Italia (bandiera)  | C     | Manuel Giandonato            |
| 6  | Italia (bandiera)  | D     | Lorenzo Borri                |
| 7  | Italia (bandiera)  | C     | Alessio Sestu                |
| 8  | Italia (bandiera)  | C     | Gianluca Nicco               |
| 9  | Italia (bandiera)  | A     | Daniele Cacia                |
| 10 | Italia (bandiera)  | C     | Mattia Corradi               |
| 11 | Senegal (bandiera) | A     | Youssouph Cheikh Sylla       |
| 12 | Italia (bandiera)  | P     | Filippo Ansaldi              |
| 13 | Italia (bandiera)  | D     | Davide Zappella              |

| N. |                   | Ruolo | Calciatore          |
| -- | ----------------- | ----- | ------------------- |
| 14 | Italia (bandiera) | C     | Matteo Marotta      |
| 15 | Italia (bandiera) | D     | Luca Milesi         |
| 16 | Italia (bandiera) | C     | Luca Cattaneo       |
| 18 | Italia (bandiera) | C     | Simone Della Latta  |
| 20 | Italia (bandiera) | A     | Davide La Mesta     |
| 21 | Italia (bandiera) | C     | Thomas Bolis        |
| 22 | Italia (bandiera) | P     | Mattia Del Favero   |
| 23 | Italia (bandiera) | A     | Daniele Paponi      |
| 24 | Italia (bandiera) | D     | Simone Confalonieri |
| 25 | Italia (bandiera) | A     | Matteo Siano        |
| 26 | Italia (bandiera) | C     | Marco Scotti        |
| 27 | Italia (bandiera) | A     | Riccardo Forte      |
| 29 | Italia (bandiera) | D     | Cosimo Nannini      |

## Risultati

### Serie C

#### Girone di andata
| Vicenza 25 agosto 2019, ore 15.00 CEST 1ª giornata | Arzignano Valchiampo | 0 – 0 referto | Piacenza | Stadio Romeo Menti (580 spett.)\| Arbitro: \| Longo (Paola) \| |
| Arbitro:                                           | Longo (Paola)        |               |          |                                                                |

| Arbitro: | Acanfora (Castellammare di Stabia) |

|                    |           |              |
| Pergreffi 55’, 94’ | Marcatori | 82’ Mattioli |

| Arbitro: | Carella (Bari) |

|               |           |                           |
| Formiconi 10’ | Marcatori | 72’, 78’ Paponi 84’ Sylla |

| Arbitro: | Pashuku (Albano Laziale) |

|  |           |             |
|  | Marcatori | 53’ Cognini |

| Arbitro: | Paterna (Teramo) |

|           |           |            |
| Zecca 57’ | Marcatori | 31’ Paponi |

| Arbitro: | Cascone (Nocera Inferiore) |

|                           |           |          |
| Paponi 14’, 67’ Cacia 63’ | Marcatori | 60’ Lora |

| Arbitro: | Santoro (Messina) |

|                      |           |                |
| Paponi 32’ Nicco 44’ | Marcatori | 47’ Boccaccini |

| Arbitro: | Perenzoni (Rovereto) |

|                               |           |                 |
| Cernigoi 43’, 54’, 66’, 90+2’ | Marcatori | 27’, 69’ Paponi |

| Arbitro: | D'Ascanio (Ancona) |

|                                 |           |                    |
| Pergreffi 74’ Della Latta 90+2’ | Marcatori | 15’ (rig.) Marotta |

| Arbitro: | Feliciani (Teramo) |

|                   |           |  |
| Voltan 43’ (rig.) | Marcatori |  |

| Salò 23 ottobre 2019, ore 17.30 CEST 11ª giornata | Feralpisalò      | 0 – 0 referto | Piacenza | Stadio Lino Turina (912 spett.)\| Arbitro: \| Vigile (Cosenza) \| |
| Arbitro:                                          | Vigile (Cosenza) |               |          |                                                                   |

| Arbitro: | Zufferli (Udine) |

|               |           |             |
| Imperiale 16’ | Marcatori | 57’ Pesenti |

| Verona 3 novembre 2019, ore 17.30 CET 13ª giornata | Virtus Verona  | 0 – 0 referto | Piacenza | Stadio M. Gavagnin S. Nocini (702 spett.)\| Arbitro: \| Colombo (Como) \| |
| Arbitro:                                           | Colombo (Como) |               |          |                                                                           |

| Arbitro: | Moriconi (Roma) |

|            |           |  |
| Paponi 83’ | Marcatori |  |

| Arbitro: | G. Miele (Nola) |

|                       |           |                                                 |
| Kanis 28’ Parlati 63’ | Marcatori | 5’ Corradi 52’ Pergreffi 56’ Marotta 73’ Paponi |

| Piacenza 24 novembre 2019, ore 15.00 CET 16ª giornata | Piacenza        | 0 – 0 referto | Imolese | Stadio Leonardo Garilli (2792 spett.)\| Arbitro: \| Fontani (Siena) \| |
| Arbitro:                                              | Fontani (Siena) |               |         |                                                                        |

| Arbitro: | N. Marini (Trieste) |

|                        |           |                            |
| Varone 2’ Radrezza 15’ | Marcatori | 56’ Paponi 87’ Della Latta |

| Arbitro: | Pirrotta (Barcellona Pozzo di Gotto) |

|                                          |           |  |
| Paponi 25’ Corradi 79’ Dalla Latta 90+3’ | Marcatori |  |

| Arbitro: | Pascarella (Nocera Inferiore) |

|  |           |                           |
|  | Marcatori | 12’ Pergreffi 54’ Nannini |

#### Girone di ritorno
| Piacenza 23 gennaio 2020, ore 20:45 CET 20ª giornata | Piacenza                             | 0 – 0 referto | Arzignano Valchiampo | Stadio Leonardo Garilli (2570 spett.)\| Arbitro: \| Pirrotta (Barcellona Pozzo di Gotto) \| |
| Arbitro:                                             | Pirrotta (Barcellona Pozzo di Gotto) |               |                      |                                                                                             |

| Modena 12 gennaio 2020, ore 15:00 CET 21ª giornata | Modena           | 0 – 0 referto | Piacenza | Stadio Alberto Braglia (6730 spett.)\| Arbitro: \| Galipò (Firenze) \| |
| Arbitro:                                           | Galipò (Firenze) |               |          |                                                                        |

| Arbitro: | Vigile (Cosenza) |

|                   |           |                   |
| Paponi 83’ (rig.) | Marcatori | 10’, 59’ Maracchi |

| Arbitro: | Di Cairano (Ariano Irpino) |

|                     |           |              |
| Bacio Terracino 19’ | Marcatori | 47’ Cattaneo |

| Arbitro: | Monaldi (Macerata) |

|                     |           |               |
| Polidori 30’ (rig.) | Marcatori | 47’ Ardizzone |

| Arbitro: | Moriconi (Roma) |

|  |           |                 |
|  | Marcatori | 47’ Della Latta |

| Arbitro: | Carella (Bari) |

|                           |           |  |
| Sarić 16’, 55’ Biasci 29’ | Marcatori |  |

| Piacenza 2020, ore CSET 27ª giornata | Piacenza | – | Sambenedettese | Stadio Leonardo Garilli |

| Vicenza 2020, ore CEST 28ª giornata | L.R. Vicenza | – | Piacenza | Stadio Romeo Menti |

| Piacenza 2020, ore CEST 29ª giornata | Piacenza | – | Vis Pesaro | Stadio Leonardo Garilli |

| Piacenza 2020, ore CEST 30ª giornata | Piacenza | – | Feralpisalò | Stadio Leonardo Garilli |

| Padova 2020, ore CEST 31ª giornata | Padova | – | Piacenza | Stadio Euganeo |

| Piacenza 2020, ore CEST 32ª giornata | Piacenza | – | Virtus Verona | Stadio Leonardo Garilli |

| Gubbio 2020, ore CEST 33ª giornata | Gubbio | – | Piacenza | Stadio Pietro Barbetti |

| Piacenza 2020, ore CEST 34ª giornata | Piacenza | – | Fano | Stadio Leonardo Garilli |

| Imola 2020, ore CEST 35ª giornata | Imolese | – | Piacenza | Stadio Romeo Galli |

| Piacenza 2020, ore CEST 36ª giornata | Piacenza | – | Reggiana | Stadio Leonardo Garilli |

| Rimini 2020, ore CEST 37ª giornata | Rimini | – | Piacenza | Stadio Romeo Neri |

| Piacenza 2020, ore CEST 38ª giornata | Piacenza | – | Südtirol | Stadio Leonardo Garilli |

### Coppa Italia

#### Turni eliminatori
| Arbitro: | Maggio (Lodi) |

|                                          |                      |                                              |
| Sylla 97’                                | Marcatori            | 94’ Svidercoschi                             |
| Bolis Paponi Giandonato Cattaneo Marotta | Tiri di rigore 3 – 2 | Vandeputte Antezza Svidercoschi Markić Ricci |

| Arbitro: | Marini (Roma) |

|                           |           |           |
| Evacuo 44’, 59’ Nzola 82’ | Marcatori | 12’ Cacia |

### Coppa Italia Serie C
| Arbitro: | Kumara (Verona) |

|                           |                      |                                 |
| Della Latta 97’           | Marcatori            | 114’ Padovan                    |
| Bolis Corradi Borri Nicco | Tiri di rigore 4 – 2 | Tentoni Padovan Valeau Boccardi |

| Arbitro: | Cudini (Fermo) |

|                                |                      |                          |
| Sarao 41’                      | Marcatori            | 38’ Pergreffi            |
| Ciofi Rosaia D. Franco Borello | Tiri di rigore 2 – 4 | Bolis Nicco Paponi Borri |

| Arbitro: | Ricci (Firenze) |

|             |           |                                |
| Cattaneo 7’ | Marcatori | 39’ (rig.) Rafia 47’ Dany Mota |

## Statistiche

### Statistiche di squadra
Statistiche aggiornate al 16 febbraio 2020.
| Competizione         | Punti         | In casa | In casa | In casa | In casa | In casa | In casa | In trasferta | In trasferta | In trasferta | In trasferta | In trasferta | In trasferta | Totale | Totale | Totale | Totale | Totale | Totale | DR |
| Competizione         | Punti         | G       | V       | N       | P       | Gf      | Gs      | G            | V            | N            | P            | Gf           | Gs           | G      | V      | N      | P      | Gf     | Gs     | DR |
| -------------------- | ------------- | ------- | ------- | ------- | ------- | ------- | ------- | ------------ | ------------ | ------------ | ------------ | ------------ | ------------ | ------ | ------ | ------ | ------ | ------ | ------ | -- |
| Serie C              | 41            | 12      | 6       | 4       | 2       | 16      | 9       | 14           | 4            | 7            | 3            | 16           | 15           | 26     | 10     | 11     | 15     | 32     | 24     | +8 |
| Coppa Italia         | Secondo Turno | 1       | 0       | 1       | 0       | 1       | 1       | 1            | 0            | 0            | 1            | 1            | 3            | 2      | 0      | 1      | 1      | 2      | 4      | -2 |
| Coppa Italia Serie C | Quarti        | 2       | 0       | 1       | 1       | 2       | 3       | 1            | 0            | 1            | 0            | 1            | 1            | 3      | 0      | 2      | 1      | 3      | 4      | -1 |
| Totale               | 41            | 15      | 6       | 6       | 3       | 20      | 13      | 16           | 4            | 8            | 4            | 18           | 19           | 31     | 10     | 14     | 7      | 37     | 32     | -5 |

### Andamento in campionato
| Giornata  | 1  | 2 | 3 | 4 | 5 | 6 | 7 | 8 | 9 | 10 | 11 | 12 | 13 | 14 | 15 | 16 | 17 | 18 | 19 | 20 | 21 | 22 | 23 | 24 | 25 | 26 | 27 | 28 | 29 | 30 | 31 | 32 | 33 | 34 | 35 | 36 | 37 | 38 |
| --------- | -- | - | - | - | - | - | - | - | - | -- | -- | -- | -- | -- | -- | -- | -- | -- | -- | -- | -- | -- | -- | -- | -- | -- | -- | -- | -- | -- | -- | -- | -- | -- | -- | -- | -- | -- |
| Luogo     | T  | C | T | C | T | C | C | T | C | T  | T  | C  | T  | C  | T  | C  | T  | C  | T  | C  | T  | C  | T  | C  | T  | T  | C  | T  | C  | C  | T  | C  | T  | C  | T  | C  | T  | C  |
| Risultato | N  | V | P | P | N | V | V | P | V | P  | N  | N  | N  | V  | V  | N  | N  | V  | V  | N  | N  | P  | N  | N  | V  | P  |    |    |    |    |    |    |    |    |    |    |    |    |
| Posizione | 11 | 7 | 4 | 6 | 6 | 4 | 4 | 6 | 5 | 7  | 8  | 8  | 8  | 8  | 7  | 7  | 7  | 6  | 6  | 6  | 6  | 6  | 6  | 7  | 7  | 7  |    |    |    |    |    |    |    |    |    |    |    |    |

Fonte:  Serie C - Girone B, su calcio.com.
Legenda:

Luogo: C = Casa; T = Trasferta. Risultato: V = Vittoria; N = Pareggio; P = Sconfitta.